# Kaneelbeer
De kaneelbeer (Ursus americanus cinnamomum) is een ondersoort van de zwarte beer (Ursus americanium) en is inheems in Colorado, New Mexico, Utah, Idaho, Montana, Washington, Wyoming, Alberta, en Brits-Columbia. De schofthoogte van de beer bedraagt ongeveer 0,9 meter. Het belangrijkste verschil met andere ondersoorten van de zwarte beer is zijn kaneelbruine vacht.